# Nationalpolitische Erziehungsanstalten
Nationalpolitische Erziehungsanstalten (ty:Nationalpolitisk Utbildningsanstalt) Förkortad NPEA, i folkmun NaPolA - Nationalpolitische Lehranstalt (ty:Nationalpolitisk Läroanstalt) var internatskolor som grundades efter Nationalsocialistiska tyska arbetarepartiets (NSDAP) maktövertagande i Tyskland 1933. Genomförd skolgång resulterade i högskolecertifikat.

## Syfte med NPEA
Huvudsyftet med skolorna var att utbilda en elit av politiskt övertygade nationalsocialister i prima fysiskt och mentalt skick, den elit som senare skulle ta över ledande poster i riket och dess erövringar. Ingen tvingades till att gå på skolorna utan ansökandet var ett fritt val, dock antogs endast de bästa.

## Lista över skolor
| Nr | Plats                  | Officiell beteckning     | Reichsgau            | Öppnad           | Uppbyggnad                                                 |
| -- | ---------------------- | ------------------------ | -------------------- | ---------------- | ---------------------------------------------------------- |
| 1  | Slott Plön             | NPEA Plön                | Schleswig-Holstein   | 1 maj 1933       | Statlig bildningsanstalt                                   |
| 2  | Potsdam                | NPEA Potsdam             | Mark Brandenburg     | 26 maj 1933      | Statlig bildningsanstalt                                   |
| 3  | Köslin                 | NPEA Köslin              | Pommern              | 15 juli 1933     | Statlig bildningsanstalt                                   |
| 4  | Berlin                 | NPEA Berlin-Spandau      | Berlin               | 30 januari 1934  | Preussisk högskola för gymnastik; Lärarseminarium          |
| 5  | Naumburg               | NPEA Naumburg            | Sachsen              | 15 mars 1934     | Statlig bildningsanstalt/Kadettanstalt                     |
| 6  | Ilfeld                 | NPEA Ilfeld              | Hannover/Sachsen     | 20 april 1934    | Klosterskola                                               |
| 7  | Wahlstatt              | NPEA Wahlstatt           | Schlesien            | 9 april 1934     | Statlig bildningsanstalt                                   |
| 8  | Diez                   | NPEA Oranienstein        | Hessen-Nassau        | 1934             | Kadettanstalt/Realgymnasium/ Slott                         |
| 9  | Stuhm                  | NPEA Stuhm               | Ostpreussen          | 1 oktober 1934   | Kasern                                                     |
| 10 | Ballenstedt            | NPEA Anhalt              | Anhalt               | maj 1934         | Stadsgymnasium                                             |
| 11 | Klotzsche              | NPEA Dresden Klotzsche   | Sachsen              | 1 april 1934     | Lantskola                                                  |
| 12 | Backnang               | NPEA Backnang            | Württemberg          | 2 maj 1934       | Lärarseminarium                                            |
| 13 | Bensberg               | NPEA Bensberg            | Rhenprovinsen        | 1 juni 1935      | Kadettanstalt/Slott                                        |
| 14 | Schulpforte            | NPEA Schulpforta         | Sachsen              | 1 juli 1935      | Lantskola till fort                                        |
| 15 | Rottweil               | NPEA Rottweil            | Württemberg          | 1 april 1936     | Katolskt lärarseminarium                                   |
| 16 | Neuzelle               | NPEA Neuzelle            | Mark Brandenburg     | 1934/1938        | Kloster, uppbyggnadskola för flickor                       |
| 17 | Wien                   | NPEA Wien-Theresianum    | Wien                 | 13 mars 1939     | Akademi                                                    |
| 18 | Wien                   | NPEA Wien-Breitensee     | Wien                 | 13 mars 1939     | Förbundsutbildningsanstalt (Theodor Körners befälsbyggnad) |
| 19 | Traiskirchen           | NPEA Traiskirchen        | Niederdonau          | 13 mars 1939     | Förbundsutbildningsanstalt                                 |
| 20 | Ploschkowitz           | NPEA Sudetenland         | Sudetenland          | 10 oktober 1940  | Slott                                                      |
| 21 | Reisen                 | NPEA Wartheland          | Warthegau            | 1940             | Slott                                                      |
| 22 | Loben                  | NPEA Loben               | (Ost-) Oberschlesien | 1 april 1941     | Språkmedicinsk skola                                       |
| 23 | Putbus                 | NPEA Rügen               | Pommern              | 1 september 1941 | Kloster                                                    |
| 24 | Reichenau              | NPEA Reichenau           | Baden                | 1941             | Uppfostringsanstalt                                        |
| 25 | Sankt Wendel           | NPEA St. Wendel          | Saarland             | 1 september 1941 | Steyler Mission internatskola                              |
| 26 | Weierhof beim Marnheim | NPEA am Donnersberg      | Bayern (Saarpfalz)   | 1941             | Distriktsöverskola                                         |
| 27 | St. Paul im Lavanttal  | NPEA Spanheim in Kärnten | Kärnten              | 1941             | Benediktiner-abbé                                          |
| 28 | Vorau                  | NPEA Gottweig            | Steiermark           | januari 1943     | Augustiner-abbé                                            |
| 29 | Seckau                 | NPEA Seckau              | Steiermark           | 1941             | Kloster                                                    |
| 30 | Rufach                 | NPEA Rufach              | Elsass               | oktober 1940     | Uppfostringsanstalt                                        |
| 31 | Haselünne              | NPEA Emsland             | Hannover             | 17 oktober 1941  | Ursulinerklosterskola                                      |
| 32 | Neubeuern              | NPEA Neubeuern           | Bayern               | maj 1942         | Slott och lantskolehem                                     |
| 33 | St. Veit an der Save   | NPEA St. Veit            | Kärnten              | juli 1942        | Prästseminarium och gymnasium                              |
| 34 | Mokritz                | NPEA Mokritz             | Steiermark           | 1942             | Slott                                                      |
| 35 | Achern                 | NPEA Achern              | Baden                | augusti 1943     | Medicin- och uppfostringsanstalt (Illenau)                 |
| 36 | Kuttenberg             | NPEA Böhmen              | Böhmen-Mähren        | 22 april 1944    | Jesuitenkolleg och kasern                                  |

## Spelfilm
2004 spelades en tysk film in om en ung arbetarpojkes liv i en av dessa skolor, under den svenska titeln Führerns elit. Filmen belönades med två filmpriser.